# Tony Debray
Pour les articles homonymes, voir Debray.
Tony Debray, né le 13 novembre 1989, est un céiste français.

## Palmarès
- Championnats du monde de descente 2011
  -  Médaille d'argent en C1 sprint par équipe.
- Championnats du monde de descente 2014
  -  Médaille d'or en C2 classique par équipe.
  -  Médaille d'or en C2 sprint par équipe.
  -  Médaille d'argent en C2 classique avec Louis Lapointe.
- Championnats du monde de descente 2015
  -  Médaille d'or en C2 sprint par équipe.
- Championnats du monde de descente 2016
  -  Médaille d'or en C2 classique avec Louis Lapointe[2].
  -  Médaille d'or en C2 sprint par équipe.
  -  Médaille d'argent en C2 classique par équipe.
  -  Médaille de bronze en C2 sprint avec Louis Lapointe.
- Championnats d'Europe de descente 2017
  -  Médaille d'or en C2 sprint avec Louis Lapointe.
  -  Médaille d'or en C2 sprint par équipe.
- Championnats du monde de descente 2017
  -  Médaille d'or en C2 sprint par équipe.
  -  Médaille d'argent en C2 sprint avec Louis Lapointe
- Championnats du monde de descente 2018
  -  Médaille d'or en C2 classique par équipe.
  -  Médaille d'or en C2 sprint par équipe.
  -  Médaille d'argent en C2 classique avec Louis Lapointe
  -  Médaille d'argent en C1 sprint par équipe.
  -  Médaille de bronze en C2 sprint avec Louis Lapointe.
  -  Médaille de bronze en C1 classique par équipe.
- Championnats du monde de descente 2019
  -  Médaille d'or en C2 sprint avec Louis Lapointe
  -  Médaille d'or en C1 sprint par équipe.
  -  Médaille d'or en C2 sprint par équipe.